# Nida
Nida (tysk: Nidden, russisk:Нида) er en lille by på Den kuriske landtange i Litauen, 48 km syd for Klaipėda, og 4 km fra grænsen til den russiske eksklave Kaliningrad oblast. Umiddelbart nordøst for byen ligger Nida Airport. Nida er den vestligste by i Litauen og de Baltiske Stater.
Byen har i dag 1.650 faste indbyggere og er administrativt center for Neringa kommune. Om sommeren besøges byen af omkring 50.000 turister, mest litauere, lettere, russere og tyskere.
Stedet blev allerede omtalt i dokumenter fra 1385 og bebyggelsen lå oprindelig 2 km længere mod syd. Området var dog konstant truet af sandflugt, og byen blev derfor i 1730 flyttet til et lidt mere beskyttet sted, hvor den ligger i dag. Indtil 1945 var byen en del af den tyske provins Østpreussen.
I 1874 blev der bygget et fyrtårn på Urbas-højen. Det blev ødelagt under 2. verdenskrig, men genopbygget i 1953 af de sovjetiske myndigheder.
Nobelprisvinderen i litteratur, Thomas Mann boede her om sommeren i årene 1930-1932. Hans sommerhus overlevede krigen og er i dag et kulturcenter til ære for ham, med en lille udstilling relateret til Mann.
Efter 2. verdenskrig var Nida en stille fiskerlandsby, men i 1970'erne blev den udviklet som et af flere feriesteder. Der var ikke fri adgang til området, man skulle have en invitation fra myndighederne for at kunne rejse dertil. Stedet blev derfor et feriested for industrien arbejdere, myndighederne og partieliten. Dette har ført til at området har undgået husbygning og industribyggeri, og nu fremstår jomfrueligt.
For at beskytte den sårbare natur er der også i dag restriktioner på hvor mange besøgende området kan tage i mod, og nybyggeri kan kun finde sted, hvor der tidligere har stået bygninger. For almindelige litauere er området dyrt, høje færgetakster fra Klaipeda bidrager yderligere til at reducere turismen.
Den kuriske landtange, som Nida ligger på, har nogle af de største klitter i Europa, et stort solur (som nu er delvis ødelagt af storm), et fiskermuseum, galleri, ravmuseum og en nygotisk kirke fra 1888.

## Galleri
- Thomas Manns hus i Nida
- Hus med hestehoved gavle, som er karakteristisk i Nida
- Et lille værtshus og café i Nida